# 雷雀属
雷雀属（学名：Aphrastura）是灶鸟科下的一个属。

## 下属物种
本属包括以下物种：
- 马萨岛雷雀 Aphrastura masafuerae (Philippi & Landbeck, 1866)
- 棘尾雷雀 Aphrastura spinicauda (Gmelin, 1789)
- 亚南极雷雀 Aphrastura subantarctica Rozzi, Quilodrán, Botero-Delgadillo, Crego, Napolitano, Barroso, Torres-Mura & Vásquez[2]